# Dobbelt-blindt forsøg
Dobbelt-blindt forsøg er en måde at lave et eksperiment på, hvor man ønsker at eliminere subjektiv påvirkning af deltagerne.
En forsøgsperson, der skal fortælle om virkninger eller bivirkninger, må ikke vide, om det er medicin eller placebo, vedkommende har fået.
Lægen, som har kontakt med forsøgspersonen og registrerer det, forsøgspersonen fortæller og erfarer resultater af andre undersøgelser, skal heller ikke vide, om forsøgspersonen har fået medicin eller placebo. Alle forskere, som interagerer med eller behandler en forsøgsperson, bør "blindes", hvis forsøget skal opfylde "dobbelt-blindt forsøg"-kravet.[kilde mangler] Dette kan let opnås, når man tester en ny medicin. Typisk er det den normale producent af forsøgsmedicinen, som nummererer glas, og typisk laves der en nummerserie, hvor der til hvert nummer svarer en medicinpakke, som ved lodtrækning enten indeholder medicin eller virkningsløse tabletter, der fuldstændigt ligner den rigtige medicin (placebo).[kilde mangler] Når en ny forsøgsperson er rekrutteret til undersøgelsen, bliver han tildelt næste ledige nummer. Tilfældigheden ligger i, at ingen andre end producenten af medicinen ved, om hvert enkelt nummer er virksom medicin eller placebo.
I et dobbelt-blindt forsøg ved hverken forsøgspersonerne eller forskerne, hvem i forsøgsgrupperne, der tilhører kontrolgruppen. Først efter at dataene er registreret (og i nogle tilfælde analyseret), får forskerne og forsøgspersonerne adgang til at vide, hvem som tilhørte hvilken gruppe. At udføre et eksperiment ved hjælp af dobbelt-blindt forsøg metodologi er en måde at hindre, at den holdning, man har til medicinens virkning inden forsøget, vil få indflydelse på forsøgets resultat.
Ved en forsøgspersons dødsfald under eksperimentet, bliver koden brudt for den aktuelle forsøgsperson. Dersom der er overhyppighed af dødsfald i den ene gruppe, kan undersøgelsen blive afsluttet tidligere end planlagt.

## Historisk
Det første kendte blindforsøg blev udført af den franske Royal Commission on Animal Magnetism i 1784 for at undersøge påstandene om mesmerisme som foreslået af Charles d'Eslon, en tidligere medarbejder til Franz Mesmer. I undersøgelserne gav forskerne (fysisk) bind for øjnene til mesmerister og bad dem identificere genstande, som forsøgslederne tidligere havde fyldt med "vital væske". Forsøgspersonerne var ikke i stand til at gøre det.[kilde mangler]
I 1817 sammenlignede det første blindforsøg, der blev registreret uden for et videnskabeligt miljø, den musikalske kvalitet af en Stradivarius violin med en med et guitarlignende design. En violinist spillede hvert musikinstrument, mens en komité af videnskabsmænd og musikere lyttede fra et andet rum for at undgå fordomme.
Et tidligt eksempel på en dobbelt-blindt forsøg var Nürnberg-salttesten i 1835 udført af Friedrich Wilhelm von Hoven, Nürnbergs højest rangerende offentlige sundhedsembedsmand, samt en nær ven af Friedrich Schiller. Dette forsøg anfægtede effektiviteten af homøopatisk fortynding.
I 1865 udgav Claude Bernard sin Introduction to the Study of Experimental Medicine, som talte for at blænde forskere. Bernards anbefaling om, at et eksperimentobservatør ikke skulle kende den hypotese, der testes, stod i skarp kontrast til den fremherskende oplysningstidens holdning om, at videnskabelig observation kun kan være objektivt gyldig, når den udføres af en veluddannet, informeret videnskabsmand. Den første undersøgelse registreret for at have en blindet forsker blev udført i 1907 af W. H. R. Rivers og H. N. Webber for at undersøge virkningerne af koffein. Behovet for at blinde forskere blev bredt anerkendt i midten af det 20. århundrede.